# Détermination de la vitesse de la lumière par Ole Rømer

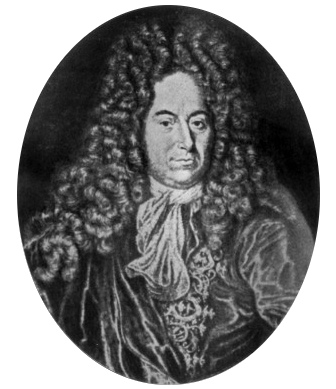
Ole Rømer (1644-1710) était déjà un homme d'État dans son Danemark natal peu de temps après sa découverte de la vitesse de la lumière (1676). La gravure est probablement posthume.

La détermination de la vitesse de la lumière par Ole Rømer est la démonstration, en 1676, que la lumière a une vitesse finie et ne voyage donc pas instantanément. La découverte est généralement attribuée à l'astronome danois Ole Rømer (1644-1710), qui travaillait à l'Observatoire royal, à Paris.
En chronométrant les éclipses du satellite jovien Io, Rømer estima que la lumière prend environ 22 minutes pour parcourir une distance égale au diamètre de l'orbite terrestre autour du Soleil. Cela donnerait à la lumière une vitesse d’environ 220 000 kilomètres par seconde, soit environ 26 % de moins que la valeur réelle de 299 792,458 km/s.
La théorie de Rømer était controversée au moment où il l'a annoncée et il n'a jamais convaincu le directeur de l'Observatoire de Paris, Jean-Dominique Cassini, de l'accepter pleinement. Cependant, il a rapidement été soutenu par d'autres physiciens comme Christiaan Huygens et Isaac Newton. Elle fut finalement confirmée près de deux décennies après la mort de Rømer grâce à l'explication de l'aberration stellaire par l'astronome anglais James Bradley en 1729.

## Contexte
La détermination du positionnement est-ouest (longitude) était un problème pratique important en cartographie et en navigation avant les années 1700. En 1598, le roi d'Espagne Philippe III avait offert un prix pour une méthode permettant de déterminer la longitude d'un navire sans terre en vue. Galilée a proposé une méthode permettant d’établir l’heure du jour, et donc la longitude, sur la base des heures des éclipses des satellites de Jupiter, en utilisant essentiellement le système jovien comme une horloge cosmique ; cette méthode n'a pas été améliorée de manière significative jusqu'à ce que des horloges mécaniques précises soient développées au XVIIIe siècle. Galilée a proposé cette méthode à la Couronne espagnole (1616-1617), mais elle s'est avérée peu pratique, notamment en raison de la difficulté d'observer les éclipses depuis un navire. Cependant, avec des améliorations, la méthode pourrait être utilisée pour les travaux sur terre.
L'astronome Jean-Dominique Cassini avait été l'un des premiers à utiliser les éclipses des satellites galiléens pour la mesure de la longitude et a publié des tableaux prévoyant à quel moment les éclipses seraient visibles depuis un endroit donné. Il a été invité en France par Louis XIV à fonder l'Observatoire royal, qui ouvrit ses portes en 1671 avec Cassini comme directeur, poste qu'il occupa le reste de sa vie.
L'un des premiers projets de Cassini à son nouveau poste à Paris fut d'envoyer le Français Jean Picard sur le site du vieil observatoire de Tycho Brahe à Uraniborg, sur l'île de Hven, au Danemark, près de Copenhague. Picard devait observer et chronométrer les éclipses des satellites de Jupiter depuis Uraniborg pendant que Cassini enregistrait les moments où elles avaient été vues à Paris. Si Picard enregistrait la fin d'une éclipse à 21 h 43 min 54 s à Uraniborg tandis que Cassini enregistrait la fin de la même éclipse à 21 h 1 min 44 s à Paris — une différence de 42 minutes et 10 secondes — la différence de longitude pouvait être calculée comme valant 10° 32' 30". Picard a été aidé dans ses observations par un jeune Danois qui venait de terminer ses études à l'Université de Copenhague, Ole Rømer, et il a dû être impressionné par les compétences de son assistant puisqu’il a fait en sorte que le jeune homme vienne à Paris pour y travailler à l’Observatoire royal.

## Éclipses de Io
Io est le plus interne des quatre satellites de Jupiter découverts par Galilée en janvier 1610. Rømer et Cassini l'appellent le « premier satellite de Jupiter » (Jupiter I). Il tourne autour de Jupiter une fois toutes les 42 heures et demi et le plan de son orbite autour de Jupiter est très proche du plan de l'orbite de Jupiter autour du Soleil. Cela signifie qu'il passe une partie de chacune de ses orbites dans l'ombre de Jupiter : dit autrement, il y a une éclipse de Io lors de chaque orbite du satellite.
Depuis la Terre, une éclipse de Io peut être vue de deux manières :
- soit Io disparaît soudainement alors qu'il se déplace dans l'ombre de Jupiter. Ceci est appelé une immersion ;
- soit Io réapparaît soudainement alors qu'il sort de l'ombre de Jupiter. Ceci s'appelle une émergence.

Depuis la Terre, il n’est pas possible d'observer à la fois l’immersion et l’émergence d’une même éclipse de Io, car l’une ou l’autre sera cachée (occultée) par Jupiter elle-même. Au point d’opposition (point H dans le diagramme ci-dessous), l’immersion et l’émergence sont cachées par Jupiter.
Pendant une période d'environ quatre mois après l’opposition de Jupiter (de L à K dans le diagramme ci-dessous), il est possible de voir l’émergence de Io lors de ses éclipses, tandis que pendant une période d'environ quatre mois avant l’opposition (de F à G), il est possible de voir les immersions de Io dans l'ombre de Jupiter. Pendant environ cinq ou six mois de l'année, autour du point de conjonction (E), il est impossible d'observer les éclipses de Io car Jupiter est trop proche (dans le ciel) du Soleil. Même pendant les périodes précédant et suivant l’opposition, toutes les éclipses d’Io ne peuvent pas être observées à partir d’un endroit donné à la surface de la Terre : certaines éclipses se produisent pendant le jour pour un endroit donné tandis que d’autres ont lieu pendant que Jupiter se trouve sous l'horizon (caché par la Terre elle-même).
Le phénomène clé observé par Rømer fut que la durée écoulée entre les éclipses n'est pas constante. Au contraire, elle varie légèrement à différents moments de l'année. Comme il était assez confiant que la période orbitale de Io ne change pas réellement, il en a déduit qu'il s'agissait d'un effet d'observation. Les trajectoires orbitales de la Terre et de Jupiter lui étant disponibles, il remarqua que les périodes au cours desquelles la Terre et Jupiter s'éloignaient correspondaient toujours à un intervalle de temps plus grand entre les éclipses. Inversement, les moments où la Terre et Jupiter se rapprochent sont toujours accompagnés d'une diminution de l'intervalle de temps entre les éclipses. Rømer en induisit que cet écart pourrait être expliqué de manière satisfaisante si la lumière possédait une vitesse finie, qu'il a ensuite calculée.

## Observations

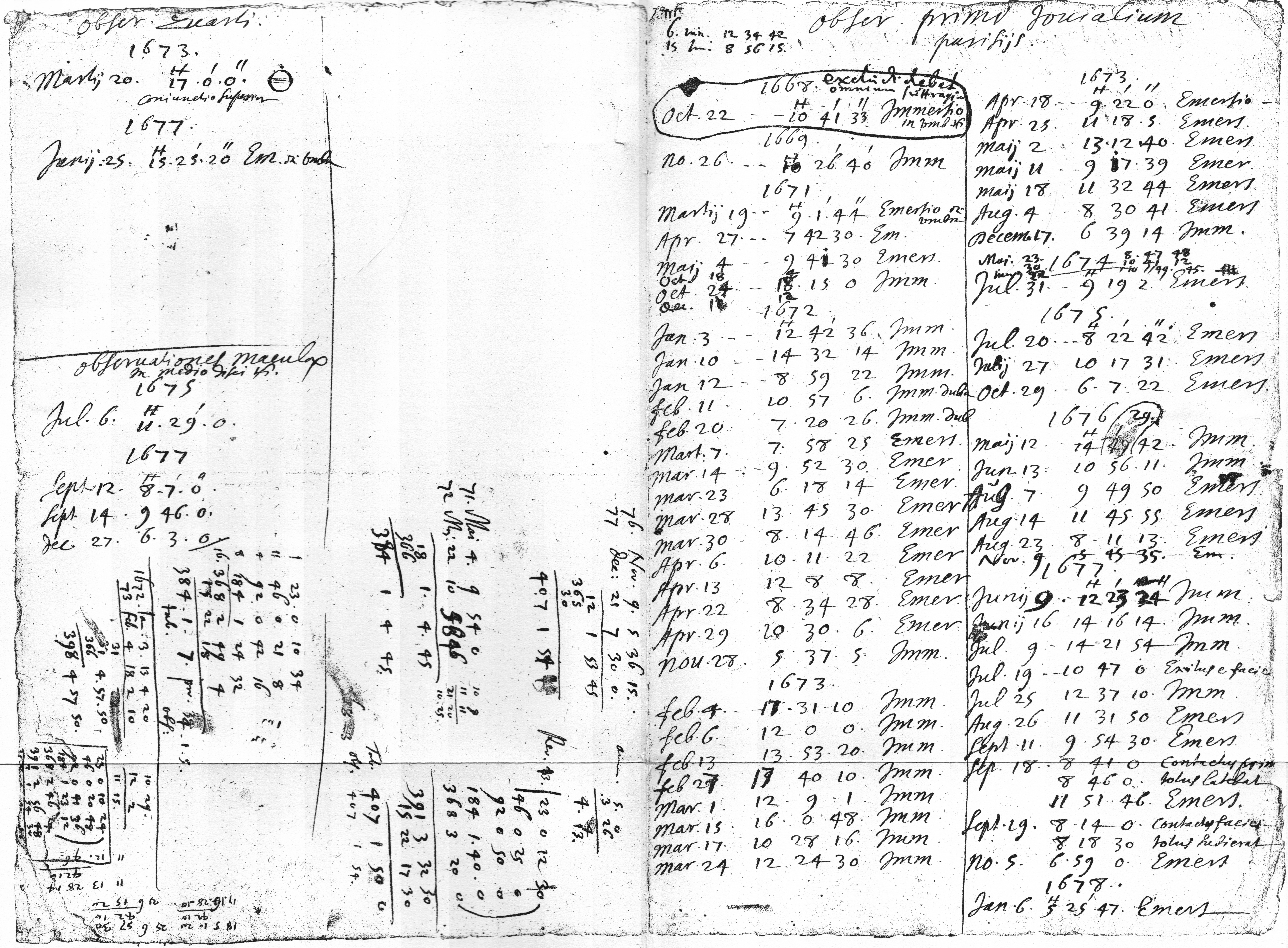
L'aide-mémoire de Rømer, rédigé à un moment donné après janvier 1678 et redécouvert en 1913. Les instants des éclipses de Io figurent sur la droite de cette image, qui aurait été la « page un » de la feuille pliée. Cliquer sur l'image pour l'agrandir.

La plupart des papiers de Rømer ont été détruits lors de l'incendie de Copenhague de 1728, mais un manuscrit qui a survécu contient une liste d'une soixantaine d'observations d'éclipses de Io de 1668 à 1678. Il détaille en particulier deux séries d'observations de part et d'autre des oppositions du 2 mars 1672 et du 2 avril 1673. Dans une lettre à Christiaan Huygens datée du 30 septembre 1677, Rømer indique que ces observations de 1671 à 1673 constituent la base de ses calculs.
Le manuscrit ayant survécu fut rédigé après janvier 1678, la date de la  dernière observation astronomique qui y est inscrite (une émergence de Io le 6 janvier), donc après la lettre de Rømer à Huygens. Rømer semble avoir collecté des données sur les éclipses des satellites galiléens sous la forme d'un aide-mémoire, peut-être alors qu'il se préparait à revenir au Danemark en 1681. Le document consigne également les observations autour de l'opposition du 8 juillet 1676, qui constituèrent la base de l'annonce des résultats de Rømer.

## Annonce initiale
En août 1676, Rømer annonça à l'Académie royale des sciences, à Paris, qu'il allait changer la base de calcul de ses tables d'éclipses de Io. Il pourrait également en avoir donné la raison :
 Cette seconde inégalité semble être due au fait que la lumière met un certain temps à nous parvenir depuis le satellite ; la lumière semble prendre environ dix à onze minutes [pour franchir] une distance égale au demi-diamètre de l'orbite terrestre. 
De façon remarquable, Rømer annonça que l'émergence de Io du 16 novembre 1676 serait observée environ dix minutes plus tard que ce qui aurait été calculé avec l'ancienne méthode. Il n'y a aucune trace d'observations de l'émergence de Io le 16 novembre, mais une émergence fut observée le 9 novembre. Avec cet argument expérimental en mains, Rømer expliqua sa nouvelle méthode de calcul à l'Académie royale des sciences le 22 novembre.
Le compte rendu original de la réunion de l'Académie royale des sciences a été perdu, mais la présentation de Rømer a été conservée sous forme de reportage dans le Journal des sçavans du 7 décembre. Ce rapport anonyme fut traduit en anglais et publié dans les Philosophical Transactions of the Royal Society de Londres le 25 juillet 1677.

## Raisonnement de Rømer

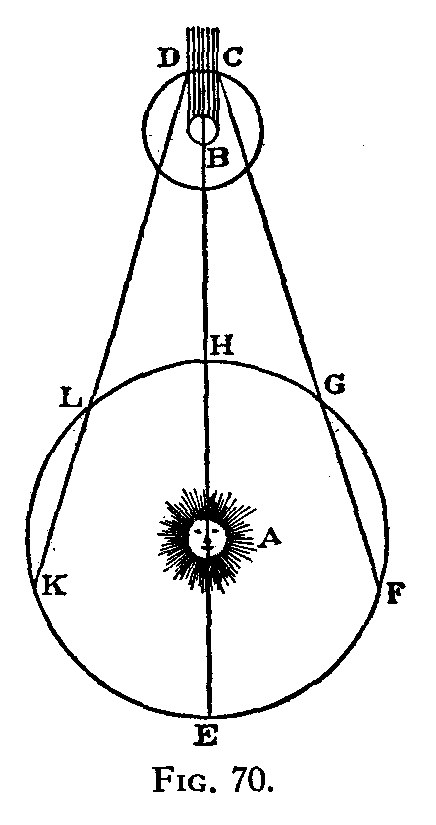
Une version redessinée de l'illustration du reportage de 1676. Rømer a comparé la durée apparente des orbites de Io lorsque la Terre s'approchait (F à G) et s'éloignait (L à K) de Jupiter.

### Ordre de grandeur
Rømer commence par une démonstration d'ordre de grandeur que la vitesse de la lumière doit être si grande qu'il faut moins d'une seconde pour parcourir une distance égale au diamètre de la Terre.
Le point L du diagramme représente la deuxième quadrature de Jupiter, lorsque l'angle entre Jupiter et le Soleil (tel que vu de la Terre) est de 90 degrés. Rømer suppose qu'un observateur pourrait voir une émergence de Io à la deuxième quadrature (L), ainsi que l'émergence qui survient après une orbite de Io autour de Jupiter (lorsque la Terre se retrouve au point K, le diagramme n'étant pas à l'échelle), c'est-à-dire 42 heures et demie plus tard. Au cours de ces 42 heures et demie, la Terre s’est éloignée de Jupiter de la distance LK : selon Rømer, cette distance est égale à 210 fois le diamètre de la Terre. Si la lumière voyageait à une vitesse d’un diamètre terrestre par seconde, il faudrait trois minutes et demie pour parcourir la distance LK. Si la période de l'orbite de Io autour de Jupiter était considérée comme étant la différence de temps entre l'émergence en L et l'émergence en K, la valeur serait de trois et demie plus grande que la vraie valeur.
Rømer tint ensuite le même raisonnement pour les observations autour de la première quadrature (point G), lorsque la Terre s'approche de Jupiter. La durée entre une immersion vue depuis le point F et l'immersion suivante observée depuis le point G devrait être trois minutes et demie plus faible que la véritable période orbitale de Io. Par conséquent, il devrait y avoir une différence d'environ sept minutes entre la période de Io mesurée à la première quadrature et celle obtenue à la seconde quadrature. En pratique, aucune différence n'est observée, ce qui conduit Rømer à conclure que la vitesse de la lumière doit être beaucoup plus grande qu'un diamètre terrestre par seconde.

### Effet cumulatif
Cependant, Rømer se rendit également compte que l'effet de la vitesse finie de la lumière se cumulerait lors d'une longue série d'observations, et c'est cet effet cumulatif qu'il annonça à l'Académie royale des sciences à Paris. L'effet peut être illustré par les observations de Rømer du printemps 1672.
Jupiter fut en opposition le 2 mars 1672. Les premières observations d'émergence furent faites le 7 mars (à 07:58:25) et le 14 mars (à 09:52:30). Entre les deux observations, Io avait parcouru quatre orbites autour de Jupiter, ce qui donne une période orbitale de 42 h 28 min 31¼ s.
La dernière émergence observée dans cette série fut celle du 29 avril (à 10:30:06). A ce moment-là, Io avait parcouru trente orbites autour de Jupiter depuis le 7 mars : la période orbitale apparente est de 42 h 29 min 3 s. La différence peut sembler faible – 32 secondes – mais cela signifie que l'émergence du 29 avril a eu lieu un quart d'heure plus tard que ce qui aurait été prédit. La seule autre explication était que les observations des 7 et 14 mars étaient fausses de deux minutes.

### Prédiction
Rømer n'a jamais publié la description formelle de sa méthode, probablement en raison de l'opposition de Cassini et de Picard à ses idées (voir ci-dessous). Cependant, la nature générale de son calcul peut être déduite du reportage du Journal des sçavans et de l'annonce faite par Cassini le 22 août 1676.

Cassini annonça que les nouvelles tables 
 contiendraient l'inégalité des jours ou le véritable mouvement du Soleil [c'est-à-dire l'inégalité due à l'excentricité de l'orbite terrestre], le mouvement excentrique de Jupiter [c'est-à-dire l'inégalité due à l'excentricité de l'orbite de Jupiter] et cette nouvelle inégalité, non détecté auparavant [c'est-à-dire celle due à la vitesse finie de la lumière]. 
 Il semble donc que Cassini et Rømer calculèrent les moments de chaque éclipse en se basant sur l'approximation des orbites circulaires, puis qu'ils appliquèrent trois corrections successives pour estimer le moment de l'observation de l'éclipse à Paris.
Les trois « inégalités » (ou irrégularités) énumérées par Cassini n'étaient pas les seules connues, mais c'étaient celles qui pouvaient être corrigées par le calcul. L'orbite de Io est également légèrement irrégulière en raison de la résonance orbitale avec Europe et Ganymède, deux des autres satellites galiléens de Jupiter, mais cela ne fut pas pleinement expliqué avant le siècle suivant. La seule solution à la disposition de Cassini et des autres astronomes de son temps était d'apporter des corrections périodiques aux tableaux des éclipses de Io afin de tenir compte de son mouvement orbital irrégulier : autrement dit, en quelque sorte en remettant à zéro l'horloge. Le moment évident pour réinitialiser l'horloge était juste après l'opposition de Jupiter avec le Soleil, lorsque Jupiter se trouve au plus près de la Terre et est donc le plus facilement observable.
L'opposition de Jupiter avec le Soleil eut lieu le ou autour du 8 juillet 1676. L'aide-mémoire de Rømer liste deux observations d'émergences de Io après cette opposition mais avant l'annonce de Cassini : le 7 août à 09:49:50 et le 14 août à 11:45:55. Avec ces données, et connaissant la période orbitale de Io, Cassini put calculer le moment de chacune des éclipses au cours des quatre à cinq mois suivants.
L'étape suivante dans l'application de la correction de Rømer serait de calculer la position de la Terre et de Jupiter sur leurs orbites pour chacune des éclipses. Cette sorte de transformation de coordonnées était courante dans la préparation de tableaux de positions des planètes pour l'astronomie et l'astrologie : cela revient à trouver chacune des positions L (ou K) pour les différentes éclipses pouvant être observées.
Enfin, la distance entre la Terre et Jupiter peut être calculée à l’aide de la trigonométrie usuelle, notamment la loi des cosinus, connaissant la longueur de deux côtés (la distance entre le Soleil et la Terre et la distance entre le Soleil et Jupiter) et un angle (l’angle entre Jupiter et la Terre tel que mesuré depuis le Soleil) d'un triangle. La distance entre le Soleil et la Terre n’était pas bien connue à l’époque, mais en la prenant comme valeur a, la distance du Soleil à Jupiter peut être calculée comme un multiple de a.
Ce modèle ne laissait qu'un paramètre ajustable : la durée nécessaire pour que la lumière parcoure une distance égale à a, le rayon de l'orbite terrestre. Rømer avait à sa disposition environ trente observations d’éclipses de Io datant d'entre 1671 et 1673 pour déterminer la valeur qui convenait le mieux : onze minutes. Avec cette valeur, il put calculer le temps supplémentaire nécessaire à la lumière pour atteindre la Terre depuis Jupiter en novembre 1676 par rapport à août 1676 : environ dix minutes.

## Réactions initiales
L'explication de Rømer sur la différence entre les heures prévues et observées des éclipses de Io fut largement acceptée, mais néanmoins loin de l'être universellement. Huygens en fut l'un des premiers partisans, notamment parce qu'elle appuyait ses idées sur la réfraction, et écrivit au contrôleur général des finances français, Jean-Baptiste Colbert, pour défendre Rømer. Cependant, Cassini, le supérieur hiérarchique de Rømer à l'Observatoire royal, fut un opposant précoce et tenace aux idées de Rømer et il semble que Picard, le mentor de Rømer, partageait nombre des doutes de Cassini.
Les objections pratiques de Cassini ont suscité de nombreux débats à l'Académie royale des sciences (avec la participation de Huygens par lettres depuis Londres). Cassini a noté que les trois autres satellites galiléens ne semblaient pas montrer le même effet que Io et qu'il existait d'autres irrégularités que la théorie de Rømer ne pouvait expliquer. Rømer répondit qu'il était beaucoup plus difficile d'observer avec précision les éclipses des autres satellites et que les effets inexpliqués étaient beaucoup moins importants (pour Io) que ceux de la vitesse de la lumière. Il a toutefois admis à Huygens que les « irrégularités » inexpliquées des autres satellites étaient plus grandes que l'effet de la vitesse de la lumière. La dispute avait quelque chose de philosophique : Rømer affirmait avoir découvert une solution simple à un problème pratique important, tandis que Cassini rejetait la théorie comme imparfaite puisqu’elle ne pouvait pas expliquer toutes les observations. Cassini fut forcé d'inclure des « corrections empiriques » dans ses tableaux d'éclipses de 1693, mais n'en accepta jamais la base théorique : en effet, il choisit différentes valeurs de correction pour les différents satellites de Jupiter, en contradiction directe avec la théorie de Rømer.
Les idées de Rømer ont reçu un accueil beaucoup plus chaleureux en Angleterre. Bien que Robert Hooke (1635-1703) ait rejeté le fait que la vitesse supposée de la lumière soit grande au point d'être quasi instantanée, l’astronome royal John Flamsteed (1646-1719) accepta l’hypothèse de Rømer dans ses éphémérides d’éclipses de Io. Edmond Halley (1656-1742), futur astronome royal, en fut également un partisan précoce et enthousiaste. Isaac Newton (1643-1727) acceptait  également l'idée de Rømer ; dans son livre Opticks, de 1704, il donna une valeur de « sept ou huit minutes » pour que la lumière voyage du Soleil à la Terre, valeur plus proche de la valeur réelle (8 min 19 s) que les 11 minutes initialement estimée par Rømer. Newton note également que les observations de Rømer avaient été confirmées par d’autres, vraisemblablement par Flamsteed et Halley à Greenwich au moins.
S'il était difficile pour beaucoup (comme Hooke) de concevoir l'énorme vitesse de la lumière, l'acceptation de l'idée de Rømer souffrit d'un second handicap en ce qu'elle reposait sur le modèle de Kepler des planètes tournant autour du Soleil sur des orbites elliptiques. Alors que le modèle de Kepler était devenu largement accepté à la fin du XVIIe siècle, il était encore considéré comme suffisamment controversé pour que Newton passe plusieurs pages sur les éléments de preuves observationnelles en sa faveur dans ses Philosophiae Naturalis Principia Mathematica (1687).
L'opinion de Rømer selon laquelle la vitesse de la lumière était finie ne fut pas entièrement acceptée avant que des mesures d'aberration stellaire fussent effectuées en 1727 par James Bradley (1693-1762). Bradley, qui allait devenir le successeur de Halley en tant qu'astronome royal, calcula une valeur de 8 minutes 13 secondes pour la durée du voyage de la lumière du Soleil à la Terre. Ironiquement, l'aberration stellaire fut observée pour la première fois par Cassini et (indépendamment) par Picard en 1671, mais aucun des deux astronomes ne put expliquer le phénomène. Le travail de Bradley dissipa également toutes les objections sérieuses restantes au modèle képlérien du système solaire.

## Mesures ultérieures
L'astronome suédois Pehr Wilhelm Wargentin (1717-1783) utilisa la méthode de Rømer pour préparer ses éphémérides des satellites de Jupiter (1746), tout comme Giovanni Domenico Maraldi à Paris. Les irrégularités restantes dans les orbites des satellites galiléens ne furent pas expliquées de manière satisfaisante avant les travaux de Joseph-Louis Lagrange (1736-1813) et de Pierre-Simon Laplace (1749-1827) sur la résonance orbitale.
En 1809, l'astronome Jean-Baptiste Joseph Delambre (1749-1822), faisant de nouveau usage d'observations de Io mais bénéficiant de plus d'un siècle d'observations de plus en plus précises, obtient une valeur de 8 min 12 s pour la durée nécessaire à la lumière solaire pour atteindre la Terre. Selon la valeur supposée pour l'unité astronomique, cela menait à une valeur légèrement supérieure à 300 000 kilomètres par seconde pour la vitesse de la lumière.
Les premières mesures de la vitesse de la lumière avec des appareils complètement terrestres furent publiées en 1849 par Hippolyte Fizeau (1819-1896). Par rapport aux valeurs acceptées aujourd'hui, le résultat de Fizeau (environ 313 000 kilomètres par seconde) était trop élevé et moins précis que ceux obtenus par la méthode de Rømer. Il aura fallu encore trente ans avant que Albert A. Michelson, aux États-Unis, publie ses résultats plus précis (299 910 ± 50 km/s) et que Simon Newcomb confirme l'accord avec les mesures astronomiques, presque exactement deux siècles après l'annonce de Rømer.

## Discussion ultérieure

### Rømer a-t-il mesuré la vitesse de la lumière?
Plusieurs discussions ont suggéré de ne pas attribuer à Rømer la mesure de la vitesse de la lumière car il n'a jamais attribué de valeur en unités terrestres. Ces auteurs créditent Huygens du premier calcul de la vitesse de la lumière.
L'estimation de Huygens était de 110 000 000 toises par seconde : comme il a été déterminé par la suite que la toise équivalait à un peu moins de deux mètres, cela donne la valeur en unités du système international.

Cependant, l'estimation de Huygens n'était pas un calcul précis, mais plutôt une illustration au niveau de l'ordre de grandeur. Le passage pertinent dans son Traité sur la lumière indique : 
 Si l’on considère la grande taille du diamètre KL, qui est selon moi de quelque 24 mille diamètres terrestres, on reconnaîtra la vitesse extrême de la Lumière. Car, en supposant que KL ne mesure pas plus de 22 mille de ces diamètres, il semble que, en étant traversé en 22 minutes, cela fait une vitesse de mille diamètres en une minute, soit 16 2/3 diamètres en une seconde ou en un battement de pouls, ce qui fait plus de 11 cents fois cent mille toises 
 Huygens n'était évidemment pas préoccupé par la différence de 9 % entre sa valeur préférée pour la distance entre le Soleil et la Terre et celle qu'il utilise dans ses calculs. Huygens n'avait aucun doute non plus quant à la réussite de Rømer, comme il l'écrivit à Colbert : 
 J'ai récemment vu, avec beaucoup de plaisir, la belle découverte de M. Romer, la démonstration que la lumière met du temps à se propager et même la mesure cette durée; 
 Ni Newton ni Bradley ne se sont donné la peine de calculer la vitesse de la lumière dans les unités terrestres. Le calcul suivant répertorié fut probablement effectué par Fontenelle : affirmant travailler à partir des résultats de Rømer, le récit historique du travail de Rømer écrit quelque temps après 1707 donne une valeur de 48203 lieues par seconde. Cela correspond à 16,826 diamètres de la Terre (214 636 km) par seconde.

### Méthode Doppler
Il a également été suggéré que Rømer mesurait un effet Doppler. L'effet original découvert par Christian Doppler 166 ans plus tard fait référence à la propagation des ondes électromagnétiques. La généralisation évoquée ici est le changement de fréquence observée d'un oscillateur (dans ce cas, Io en orbite autour de Jupiter) lorsque l'observateur (dans ce cas, à la surface de la Terre) se déplace : la fréquence est plus élevée lorsque l'observateur se déplace vers l'oscillateur et plus faible lorsque l’observateur s’éloigne de l’oscillateur. Cette analyse apparemment anachronique implique que Rømer mesurait le rapport c/v, où c est la vitesse de la lumière et v est la vitesse orbitale de la Terre (strictement, la composante de la vitesse orbitale de la Terre parallèle au vecteur Terre-Jupiter), et indique que l'imprécision majeure des calculs de Rømer était sa faible connaissance de l'orbite de Jupiter.
Rien ne prouve que Rømer pensait qu'il mesurait c/v : il donne son résultat comme la durée de 22 minutes nécessaire pour que la lumière parcoure une distance égale au diamètre de l'orbite terrestre ou, de manière équivalente, 11 minutes pour que la lumière voyage du Soleil jusqu'à la Terre. On peut facilement montrer que les deux mesures sont équivalentes : si on prend τ comme la durée nécessaire pour que la lumière traverse le rayon d'une orbite (par exemple du Soleil à la Terre) et P comme période orbitale (le temps pour une révolution complète), alors
{\displaystyle {c \over v}={P \over {2\pi \tau }}}
Bradley, qui mesurait c/v dans ses études d'aberration en 1729, était bien au courant de cette relation lorsqu'il convertit ses résultats concernant c/v en une valeur pour τ sans aucun commentaire.